# David Baumann

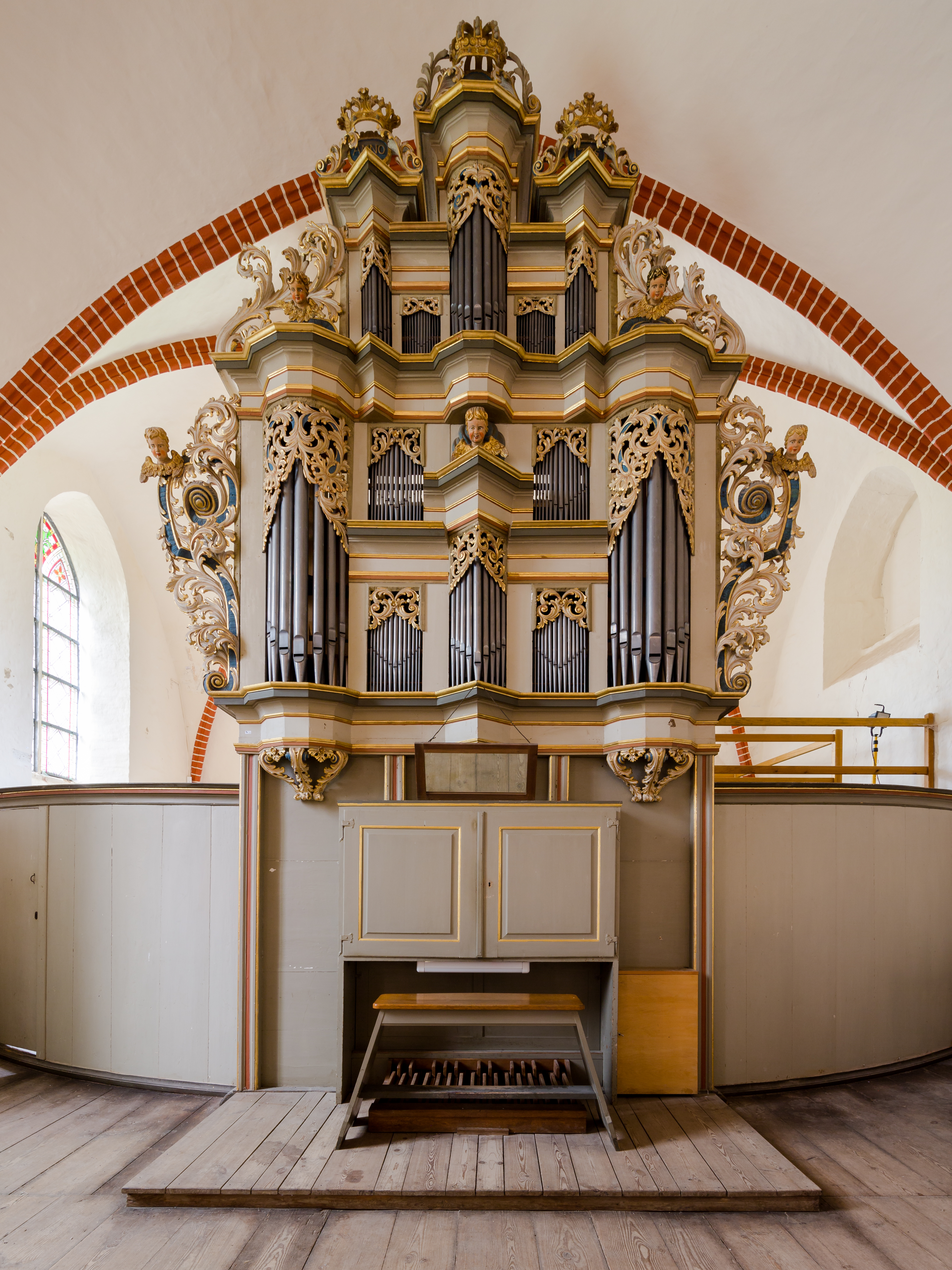
Orgel in Heiligengrabe

David Baumann († nach 1740) war ein deutscher Orgelbauer in Brandenburg und Mecklenburg. Er arbeitete zeitweise mit seinem gleichnamigen Sohn zusammen.

## Leben
1713 wurde ein David Baumann, Studiosus artium liberalium (Student der freien Künste) in der Orgel in Wusterhausen an der Dosse in einer Windlade genannt. Er stammte aus Friesack. Sein Orgelbaustil konnte bisher keiner Tradition zugewiesen werden, in der Nähe war in dieser Zeit Christian Kreynow in der Altmark tätig. In Wusterhausen baute Baumann ein Pedalwerk mit neun Registern, das bis heute erhalten ist. In der folgenden Zeit baute und reparierte er Orgeln in Brandenburg an der Havel und dessen Umgebung. Wo seine Werkstatt war, ist unbekannt.
Ab 1727 baute Baumann eine erste Orgel in Mecklenburg, in Kirch Grubenhagen. Dabei wurde der Sohn David genannt. Es folgten weitere Neubauten und Reparaturen in Mecklenburg. 1736 und 1747 wurde Friedland als Ort der Werkstatt genannt. 1740 wurden letztmals Vater und Sohn gemeinsam genannt.
Der Sohn David Baumann (d. J.) heiratete 1730 in Kirch Grubenhagen. Von 1747 ist eine letzte Erwähnung von einem der beiden bekannt.

## Werke (Auswahl)
David Baumann der Ältere baute und reparierte Orgeln zunächst in der westlichen Mark Brandenburg, einmal in der Altmark (Werben). Seit 1727 war er in Mecklenburg tätig, mit dem Sohn. Da beide 1727 und 1740 zusammen genannt wurden, ist eine Zuordnung der Orgeln aus dieser Zeit zu jeweils einem der beiden schwierig. 1747 wurde die Orgel in Friedland als deren 16. Werk bezeichnet. Erhalten sind die Orgeln in Heiligengrabe und Neukalen, Prospekte in Karpzow und Friedland, sowie das neunstimmige Pedalwerk in Wusterhausen/Dosse.

### Orgelneubauten
| Jahr         | Ort                      | Gebäude                  | Bild | Manuale | Register | Bemerkungen |
| ------------ | ------------------------ | ------------------------ | ---- | ------- | -------- | --- |
| 1719–1721    | Brandenburg an der Havel | St. Pauli                |      | II/P    |          | nicht erhalten |
| 1723         | Karpzow                  | Dorfkirche               |      |         |          | Prospekt erhalten, dahinter 1957 neue Orgel von Schuke |
| 1725         | Heiligengrabe            | Stiftskirche             |      | II/p    | 10 ?     | ursprünglich angehängtes Pedal, im 19. Jahrhundert Einbau eines selbstständigen Pedals und Umdisponierung, 1936 Rekonstruktion der ursprünglichen Disposition, 1953–1956 Restaurierung durch Schuke, 2020/21 umfangreiche Instandsetzungsarbeiten geplant |
| 1727–1728    | Kirch Grubenhagen        | Dorfkirche               |      | I/P     | 8        | erste Orgel in Mecklenburg, von Vater und Sohn, später ersetzt durch Lütkemüller |
| 1729         | Tessin                   | Stadtkirche              |      | I       | 9        | 1743 erweitert auf I/P, 12 durch Baumann, 1877 ersetzt durch Lütkemüller |
| 1738–1739    | Gnoien                   | Stadtkirche              |      | I/P     | 8        | ersetzt durch Lütkemüller |
| 1739–1740/42 | Neukalen                 | Stadtkirche St. Johannes |      | II/p    | 12       | erhalten |
| 1744–1746    | Friedland                | Stadtkirche              |      | II/P    | 26       | mit Christian Gottlieb Richter, Prospekt erhalten, darin 1854 neues Werk von Ernst Sauer, 1934 neue Orgel von W. Sauer (III/P, 41) |

### Weitere Arbeiten
| Jahr       | Ort                                 | Gebäude            | Bild | Manuale | Register | Bemerkungen |
| ---------- | ----------------------------------- | ------------------ | ---- | ------- | -------- | --- |
| 1713       | Wusterhausen an der Dosse, Prignitz | St. Peter und Paul |      | II/P    | 29       | Einbau eines Pedalwerks mit 9 Registern, neue Bälge und Reinigung der Pfeifen, 1748 Neubau der restlichen Orgel durch Joachim Wagner, Pedalwerk von Baumann erhalten |
| 1716       | Werben, Altmark                     | Stadtkirche        |      |         |          | Reparaturen |
| 1720       | Brandenburg an der Havel            | St. Gotthardt      |      |         |          | Reparaturen |
| 1720       | Brandenburg an der Havel            | St. Katharinen     |      |         |          | neue Bälge eingebaut |
| 1721       | Brandenburg                         | St. Johannis       |      |         |          | Reparaturen eines Positivs |
| 1731       | Schwerin                            | Schlosskirche      |      |         |          | Reparaturen |
| 1731, 1737 | Schwerin                            | Dom                |      |         |          | Reparaturen |
| 1743       | Tessin                              | Stadtkirche        |      | I/P     | 12       | Erweiterung der eigenen Orgel von 1725 von I/9 auf I/P, 12 |